# تيم رينز
تيم رينز (بالإنجليزية: Tim Raines)‏ هو لاعب كرة قاعدة أمريكي، ولد في 16 سبتمبر 1959 في مقاطعة سيمينول في الولايات المتحدة.

## وصلات خارجية
- تيم رينز على موقع دوري كرة القاعدة الرئيسي (الإنجليزية)
- تيم رينز على موقعبيزبول رفرنس.كوم (الدوري الرئيسي) (الإنجليزية)
- تيم رينز على موقعبيزبول رفرنس.كوم (الدوري الثانوي) (الإنجليزية)
- تيم رينز على موقع جمعية أبحاث البيسبول الأمريكية (الإنجليزية)
- تيم رينز على موقع إي إس بي إن.كوم (أم.أل.بي) (الإنجليزية)
- تيم رينز على موقع مشجعي الرسوم البيانية (الإنجليزية)
- تيم رينز على موقع قاعة مشاهير كرة القاعدة (الإنجليزية)
- تيم رينز على موقع قاعة فلوريدا للمشاهير الرياضية (الإنجليزية)
- تيم رينز على موقع إن إن دي بي (الإنجليزية)